# 船橋榮吉
船橋 榮吉（ふなばし えいきち、本名船橋正二郎、1889年（明治22年）12月15日 - 1932年（昭和7年）12月22日）は、日本の声楽家（バリトン）、作曲家、音楽教育者。東京音楽学校声楽科主任教授。新字体で船橋栄吉と表記されることが多い。舟橋栄吉という表記もみられる。姓の読みを「ふなはし」としているものもある。

## 経歴
兵庫県明石市出身。2歳で父を失う。小学校卒業後、家業の旅館を手伝いながら独学し、小学校教員及び中等学校教員免許を取得。また母が長唄をよくしたことから、自身も音楽に関心を持つようになり、特に瀧廉太郎の『荒城の月』『箱根八里』などの唱歌を好んだ。やがて音楽を志して上京、東京帝国大学事務局で給仕として働く傍ら、外山國彦に師事。
1906年（明治39年）東京音楽学校予科に入学。当初はピアノを学んだが、その歌声を聴いた三浦環に声楽部を勧められ、本科に進んでからは声楽を専攻した。アウグスト・ユンケル、ハンカ・シェルデルップ・ペツォルトに師事。1910年（明治43年）本科卒業、1912年（明治45年）声楽専攻研究科修了。1914年（大正3年）ピアノ専攻研究科を修了。
修了後は母校で教鞭を執った。この間、指揮や作曲にも挑戦し、1912年（大正元年）には初の自作曲『二人の恋』（詞・服部嘉香）を自らの独唱により初演。1916年（大正5年）「皇后行啓演奏会」では貞明皇后の前で独唱を披露。1917年（大正6年）助教授に昇進。教育活動、作曲活動の一方で盛んに演奏活動を行い、1924年（大正13年）11月29日同校定期演奏会においてベートーヴェン交響曲第9番の日本人による初演がされた際には独唱者を務めた（東京音楽学校奏楽堂、指揮: グスタフ・クーロン、独唱: 長坂好子、曽我部静子、沢崎定之、船橋栄吉、管弦楽: 東京音楽学校）。1925年（大正14年）文部省在外研究員としてベルリン音楽院に留学。1927年（昭和2年）帰国後は教授に就任し、声楽科の主任教授を務めた。以降は演奏活動を減らして後進の指導に力を注ぐとともに、文部省検定委員や同視学官、音楽教科書編集委員などを務めた。1932年（昭和7年）大阪開成館の中尾佐助の依頼で編纂した「中等女子音楽教科書」の完成後間もなく、43歳で亡くなった。

## 作曲作品
- 二人の恋（詞 服部嘉香）独唱曲 1912年
- 悲しき愛 1912年[10]
- 木がくれの歌（詞 吉丸一昌）1913年[1][10]
- われらの春（詞 葛原茲） 1913年[10]
- 夜のうた（詞 葛原茲） 1913年[10]
- 餠賣（詞 吉丸一昌） 1913年[10]
- 小さき鳥（詞 野口米次郞） 1921年[10]
- 乳草 独唱曲 1923年
- 父と子（詞 浜田広介）[4]独唱曲 1923年
- 踊り子 独唱曲 1923年
- 偶感 混声合唱曲 1923年
- 登山の唄（詞 小国比沙志） 1929年
- 神奈川県々歌 神奈川県選定（作詞者不明） 1931年[11]
- 牧場の朝（文部省唱歌、詞 杉村楚人冠[12]） 1932年
- 大東京市歌（梯道雄作歌） 1932年[13]
- 風吹きぬ[10]
- 早春賦（詞 吉丸一昌）[14]
- 時の流れ
- 皇軍の歌
- 夜の歌（詞 葛原しげる）[4]
- われらの春（詞 葛原しげる）[4]
- 群馬県立館林女子高等学校校歌（詞 高野辰之）[15]
- 長野県辰野高等学校校歌（詞：北沢小八郎）
- 高松第一高等学校校歌（詞 堀沢周安）[16]

## 門下生
水野康孝、松平晃、城多又兵衛、守田正義、増永丈夫（藤山一郎）、長谷基孝など

## 家族
- 長女 船橋豊子 (ピアニスト)[2]

## ディスコグラフィー
- 同朋の歌 大谷智子[作詞], 東京音楽学校[作曲], 中央混声合唱団（東京音楽学校卒業生）, 船橋栄吉[指揮], 高折宮次[ピアノ] (ポリドール, 商品番号 : 1000)[10]